# Сокира-Яхонтов Віктор Миколайович
Ві́ктор Микола́йович Соки́ра-Я́хонтов (Яхонтов; 28 серпня 1874, Кутаїсі, Російська імперія —  1938, Новосибірська область, Російська РФСР, СРСР) — український військовий діяч, генеральний хорунжий армії Української Держави.

## Життєпис
Військову освіту здобув у Тифліському кадетському корпусі, 3-му Олександрівському військовому училищі — 1894.

### В Російській армії
Служив у Горійському піхотному резервному полку. У 1905, після закінчення Миколаївської академії Генерального штабу — на Далекому Сході, як офіцер штабу Маньчжурської армії брав участь у російсько-японській війні. З 1907 року — помічник інспектора Воронезького кадетського корпусу, підполковник.
У роки Першої світової війни — на Західному фронті; старший ад'ютант штабу 10-ї армії, командир 25-го піхотного Смоленського полку — 1915, командир піхотної бригади.
Нагороджений орденами Святого Станіслава, Святої Ганни, Святого Георгія, Георгіївською зброєю.

### В армії Української Держави
В українській армії — з 1918 року. Брав участь у приході до влади Скоропадського, по його твердженню — особистий військовий радник.
Певний час був командиром Першої української Сірожупанної дивізії, що охороняла північні кордони на Чернігівщині.
З 23 серпня 1918 — начальник Подільської залоги. У жовтні 1918 — командир Подільського козачого коша.

### На Дону
Після падіння Гетьманату — з початку 1919 року в Одесі при білогвардійському губернаторові Гришину-Алмазову. В квітні евакуюється з білими військами на Дон, керує штабом дивізії, з боями проходить від Кубані назад до Одеси.

### В УГА
В листопаді 1919 року наказом Денікіна призначений командувачем УГА. Починає вивчати українську мову та знаходить в своїх предках шляхтича Сокиру — йменується Сокира-Яхонтов. 26 листопада 1919 року галицькі частини передислоковуються на південь України — під Одесу, в складі військ Новоросії генерала Миколи Шиллінга.
У січні-лютому 1920 року сформував українську стрілецьку дивізію з галичан, котрі одужували та прибували з італійського полону.
Напередодні вступу до міста частин більшовицької 14-ї армії генерал Шиллінг передав 5 лютого йому впаду в Одесі — з силами УГА. 6 лютого галичани захоплюють всі урядові стратегічні точки Одеси, виставляють пости, вивішено українські прапори, видається газета «За Україну». Сили УГА захищають одеські склади від мародерів.
Після перемовин 8 лютого Одеса здана без бою — за умов спільного походу проти Польщі для визволення Галичини (явним дисонансом є кадри з радянського пропагандистського фільму «Котовський») — близько 300 білогвардійців оборонялися в порту, ввечері прорвалися з Одеси.
За нової влади Сокира-Яхонтов у березні 1920 йшов на чолі великої військової маніфестації під синьо-жовтими прапорами з нагоди Шевченківських свят, що налякало радянську владу кількістю патріотично налаштованих. Залишається, викладає на курсах червоних комісарів, керує штабом дивізії під час польсько-радянської війни. Наприкінці 1920 року виїхав до Варшави.
Заарештований польською контррозвідкою як «шпигун радянської Росії». Був обміняний на польського агента.
В СРСР перебував у концентраційних таборах як «неблагонадійний націоналіст», розстріляний 1938 року, за іншими даними 1929 року.